# Acer insigne
Acer insigne é uma espécie de árvore do gênero Acer, pertencente à família Aceraceae.